# Eryngium foetidum
|  | Per a altres significats sobre coriandre europeu, vegeu «Coriandrum sativum». |

Eryngium foedidum o coriandre americà o panical americà és una herba comestible tropical perenne i anual de la família Apiaceae. És nativa d'Amèrica tropical on creix de manera silvestre, però es conrea a tot el món tropical. És utilitzada com a condiment per la seva olor i sabor característica, molt semblant al Coriandrum sativum o coriandre europeu però més fort.

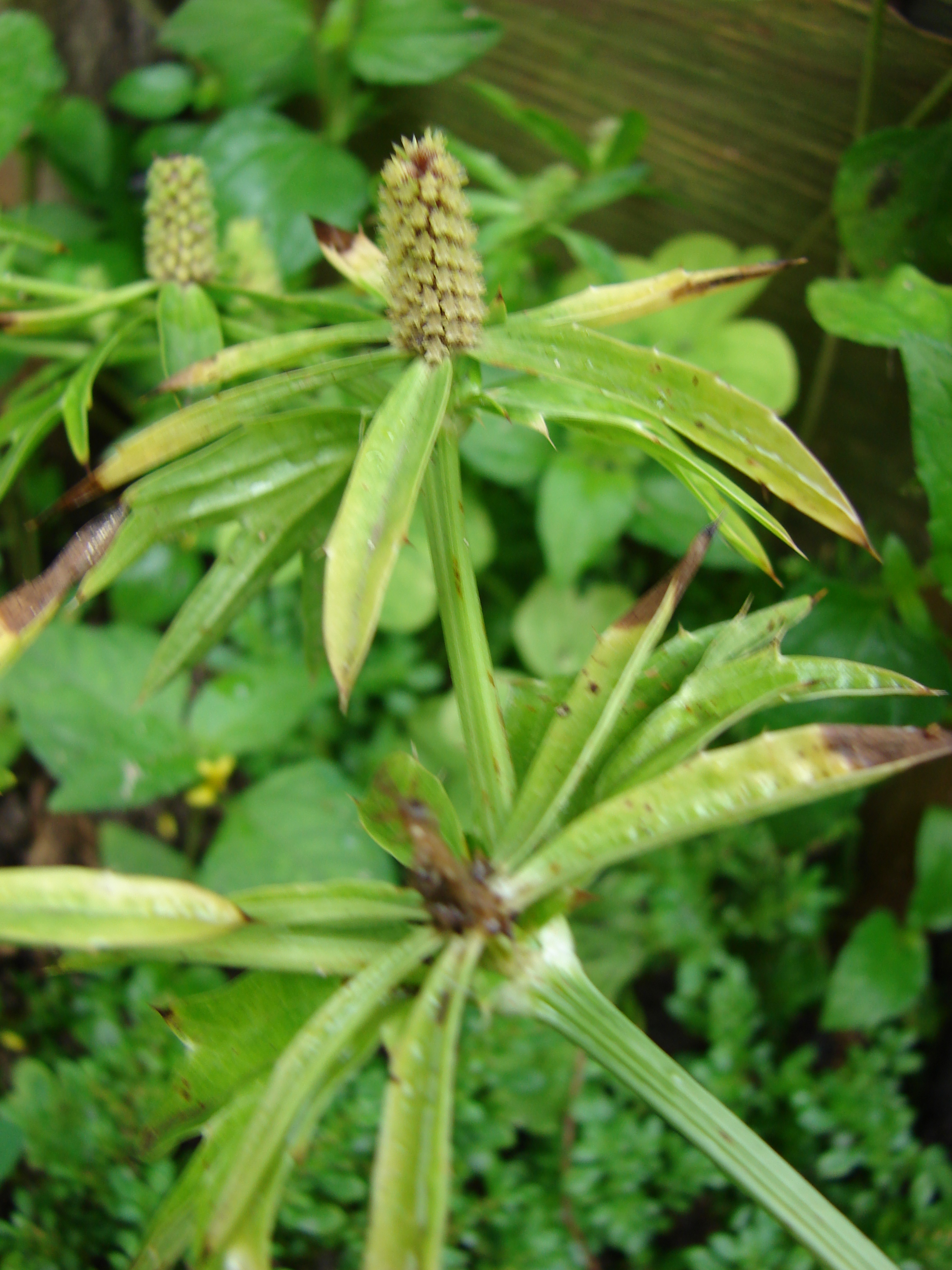
Detall de la planta

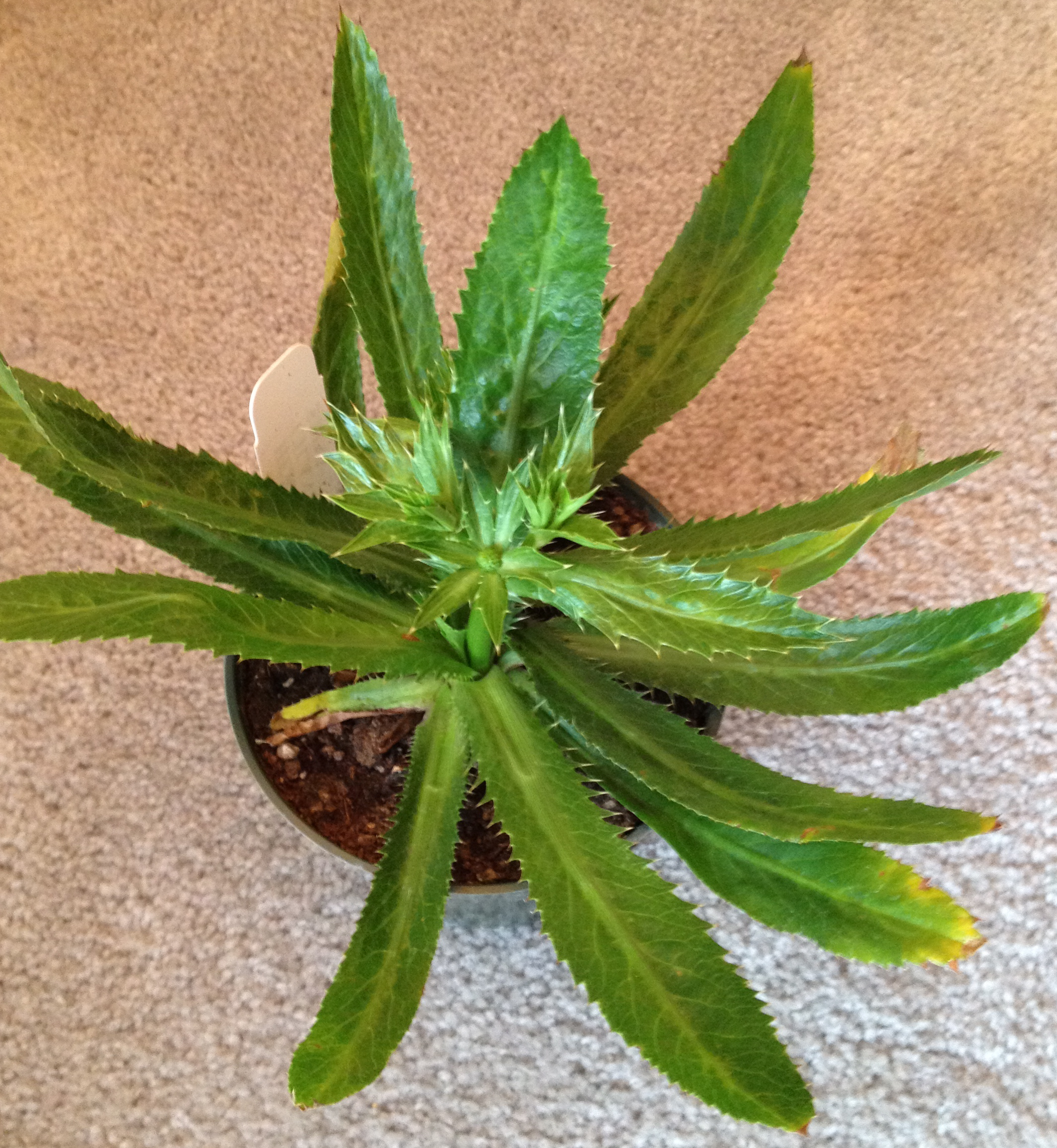
Detall de les fulles

## Descripció
Són herbes profusament ramificades, que aconsegueixen una grandària de 0.5–6 dm d'alt. Fulles lanceolades a oblanceolades, de 3–30 cm de llarg i 1–5 cm d'ample, crenades a finament espinuloso-serrades, aprimades a la base formant un pecíol curt i alat. Inflorescències amb dicasis àmpliament ramificats, amb capítols 7–11 mm de llarg i 3–5 mm d'ample, verd-groguenques, bràctees involucrals 5–6, lanceolades, foliàcies, 1–4 cm de llarg, que sobrepassen els capítols, bractèoles linears o lanceolades, 2–3 mm de llarg, que ultrapassen els fruits. Fruit globós, comprimit lateralment, 1,5-2.0 mm de diàmetre, densament cobert per vescícules globoses de color de palla.

## Usos
Gastronomia
En molts països de Llatinoamèrica tropical com el Brasil, el Mèxic, Guatemala, El Salvador, Hondures, Veneçuela, Costa Rica, Puerto Rico, Panamà, Colòmbia, l'Equador, Nicaragua, República Dominicana, Colòmbia en la costa pacífica i Cuba, el Perú les fulles s'usen fresques, senceres o capolades, en forma de succedani del coriandre i julivert.
En el Perú és un ingredient bàsic de la gastronomia amazònica, on es oneix com a "sacha culantro", per a destriar-lo del Coriandrum sativum, herba d'ús comú en la gastronomia de la resta del país i coneguda allà com a "culantro". A Veneçuela es coneix com a "culantro". A l'Equador és típic del menjar afro-equatorià, especialment a Maragdes, on en diuen chillangua.
A Panamà es barreja amb julivert, all, ceba i cebollí gal·lès per a preparar el "recao verd", condiment molt utilitzat en la preparació de diversos guisats, salses i sopes. Fulles fresques de culantro són un ingredient essencial del sancocho.
Actualment el seu cultiu a Panamà es fa en forma comercial, puix que la seva demanda en la gastronomia Panamenya és força alta.
Medicinal
El seu principal ús medicinal és resoldre diversos problemes de l'aparell digestiu, com a diarrea, disenteria, meteorisme i com a estimulant de l'apetit. Se n'empren les fulles en cocció, administrada de manera oral, o per mitjà de rentamens rectals.
S'utilitza en patiments ginecològics, en casos d'amenorrea i hemorràgies internes; per a promoure el part, es fa servir la rel en te, administrat abans o després del part; i per a guarir el congelo (malaltia de la dona que ha avortat) es prescriu un te amb l'arrel d'aquesta espècie més yerba martín (Hyptis verticillata), fulles de <i>jobillo</i>, romaní, <i>alucema</i> (spp. n/r), peles de jícara (Crescentia cujete), camamilla (Malvaviscus arboreus), llavors d'alvocat (Persea americana) i les de pío (Licania platypus) partides en creu i sal; Se'n beu una dosi calenta.
Per a alleujar l'asma la fulla s'ingereix batuda amb mel. A més, s'tilitza contra inflamacions i mal de genolls.
Química
Les fulles i flors d'I. foetidum contenen un oli essencial en el qual s'han trobat els components fenílics 4-hidroxi-3,5-dimetil-acetofenona, 2-4-5-trimetil-benzadehid i àcid 3-4-dimetil-benzoic; els monoterpens para-cimè, i alfa-pinè i l'àcid gras rar àcid càpric. Es descriu en la literatura que l'arrel conté saponines, i les parts aèries, carotè.

## Propagació
Es reprodueix per mitjà de llavors, que poden trigar de 7 - 15 dies per a llur germinació. També es propaga de manera asexual amb la sembra de tiges.

## Taxonomia
Eryngium foetidum va ser descrita per Carl von Linné i publicat en Species Plantarum 1: 232. 1753.
Etimologia

Eryngium foetidum va ser descrita per Carl von Linné i publicat en Species Plantarum 1: 232. 1753.
Etimologia

## Nom comú
- A Espanya és "orenga de Cartagena", "coriandre habanero", a Màlaga, "culantro".

El nom castellà «culantro» és una deformació de «coriandro», nom amb el qual es denomína l'espècie Coriandrum sativum que al seu torn ve del llatí coriandrum, i que deriva del grec korios, que vol dir xinxa (l'insecte), en al·lusió a la desagradable olor dels fruits quan encara són verds.